# Irina Markovic
Irina Markovic (23 de septiembre de 1976) es una deportista neerlandesa que compitió en tiro con arco, en la modalidad de arco compuesto.
Ganó dos medallas de plata en el Campeonato Mundial de Tiro con Arco al Aire Libre, en los años 2013 y 2015, y dos medallas en el Campeonato Europeo de Tiro con Arco al Aire Libre, plata en 2008 y bronce en 2016.

## Palmarés internacional
| Campeonato Mundial al Aire Libre | Campeonato Mundial al Aire Libre | Campeonato Mundial al Aire Libre | Campeonato Mundial al Aire Libre |
| Año                              | Lugar                            | Medalla                          | Prueba                           |
| -------------------------------- | -------------------------------- | -------------------------------- | -------------------------------- |
| 2013                             | Belek (Turquía)                  | Medalla de plata                 | Equipo                           |
| 2015                             | Copenhague (Dinamarca)           | Medalla de plata                 | Equipo                           |
| Campeonato Europeo al Aire Libre |                                  |                                  |                                  |
| Año                              | Lugar                            | Medalla                          | Prueba                           |
| 2008                             | Vittel (Francia)                 | Medalla de plata                 | Equipo                           |
| 2016                             | Nottingham (Reino Unido)         | Medalla de bronce                | Equipo                           |